# Alamo Heights
Alamo Heights je město v okrese Bexar County ve státě Texas ve Spojených státech amerických. K roku 2000 zde žilo 7 319 obyvatel. S celkovou rozlohou 4,8 km² byla hustota zalidnění 1 530,8 obyvatel na km².